# 칼비델룸브리아
칼비델룸브리아(이탈리아어: Calvi dell'Umbria)는 이탈리아 움브리아주 테르니도에 위치한 코무네이다. 페루자로부터 남쪽 80km, 테르니로부터 남서쪽 20km 거리에 있다.

## 자매 도시
- 독일 파이팅